# Feliu-Joan Guillaumes
Feliu-Joan Guillaumes i Ràfols (Camprodon, 5 de dezembro de 1962 – 30 de setembro de 2024) foi um político espanhol, que serviu como membro do Congresso dos Deputados da Espanha em diferentes mandatos, entre 1995 e 2019.

## Biografia
Guillaumes nasceu em 5 de dezembro de 1962 em Camprodon, Catalunha. Ele passou a viver em Mollet del Vallès desde os 7 anos de idade. Ele é formado em filosofia e letras e tem mestrado em administração pela Generalidade da Catalunha.
Guillaumes aderiu à Convergência Democrática da Catalunha (CDC) em 1978, e foi membro de seu comitê executivo nacional de 1988 a 1996. Ele foi um dos fundadores da Juventude Nacionalista da Catalunha (JNC) da qual foi presidente de 1991 a 1994. Foi também um dos fundadores da Federação Nacional de Estudantes da Catalunha (Federació Nacional d'Estudiantes de Catalunya).
Guillaumes foi funcionário público da Generalidade da Catalunha e diretor de recursos humanos do Conselho Municipal de Sant Cugat del Vallès.
Na eleição geral de 1993, Guillaumes foi inscrito em 13º lugar na lista de candidatos da coligação eleitoral Convergência e União (CiU) na província de Barcelona, mas a aliança só conseguiu ganhar 10 cadeiras na província e, como resultado, ele não conseguiu ser eleito para o Congresso da Espanha. Entretanto, ele foi nomeado para o Congresso dos Deputados em dezembro de 1995, após a renúncia de Rafael Hinojosa i Lucena.
Guillaumes concorreu às eleições locais de 1999 como candidato da CiU em Mollet del Vallès e foi eleito. Ele foi reeleito nas eleições locais de 2003, 2007 e 2011.
Na eleição geral de 2008, Guillaumes foi colocado em 2º lugar na lista de candidatos da CiU na província de Barcelona, mas a coligação só conseguiu ganhar um lugar na província e, como resultado, não conseguiu ser eleito para o Senado da Espanha. Ele concorreu às eleições gerais de 2011 como candidato da CiU na Província de Barcelona e foi reeleito para o Congresso dos Deputados.
Nas eleições gerais de 2015, Guillaumes foi colocado em 6º lugar na lista de candidatos da coligação eleitoral Democracia e Liberdade (DiL) na província de Barcelona, mas a aliança só conseguiu ganhar 4 cadeiras na província e, como resultado, não conseguiu ser reeleito para o Congresso dos Deputados.
Na eleição geral de 2016, Guillaumes foi colocado em 5º lugar na lista de candidatos do CDC na província de Barcelona, mas o partido só conseguiu ganhar 4 cadeiras na província e como resultado não conseguiu ser reeleito para o Congresso dos Deputados. Entretanto, ele foi nomeado para o Congresso dos Deputados em abril de 2017, após a desqualificação de Francesc Homs i Molist.
Guillaumes foi membro do Òmnium Cultural, Plataforma per la Llengua e Amnesty International.
Guillaumes morreu no dia 30 de setembro de 2024 aos 61 anos.